# Can Bonastre (Piera)
Can Bonastre és una urbanització al municipi de Piera, a la comarca de l'Anoia. Té poc més de mil habitants. La seva festa major se celebra al mes d'agost.
El territori que envolta Can Bonastre és ple d'història. A la rodalia s'han trobat restes prehistòriques com, per exemple, eines de sílex a La Fortesa i al Forn d'en Galí, ceràmica montserratina a les Coves del Bruc, destrals i puntes de fletxa a Sant Jaume Sesoliveres, enterraments a La Fortesa i a la Cova de la Ventosa…). També fou territori d'ibers (testimoniat per restes de ceràmica ibera a Mas Bonans, el Bedorc, Can Marrugat, les Planes d'en Borràs…). Durant l'edat mitjana i la moderna el Camí Reial que unia Barcelona amb Igualada passava pel costat d'on segles més tard hi hauria la urbanització, just a mig camí de Piera i Masquefa. Se sap que ben a prop, al segle xvi, s'hi construí una masia anomenada Can Bonastre, la que donà nom a la urbanització actual. Aquesta va néixer com a urbanització residencial a mitjans del segle xx, quan les capes mitjanes emergents de la societat industrial cercaven una segona residència lluny de les grans ciutats. Com d'altres urbanitzacions del municipi, Can Bonastre va néixer amb una total manca de planificació i de serveis, cosa que s'anà arreglant en els anys de la democràcia. Així entre els anys 2008 i 2009, Can Bonastre es dotà de clavegueram mentre reformava voreres i asfaltava de nou els seus carrers.